# Război terestru
Războiul terestru reprezintă totalitatea operațiunilor militare folosite în conflicte pentru a prelua un teren de pe suprafața planetei. Din cadrul acestuia fac parte luptele corp la corp, luptele de la distanță, asedieri, asalturi, atacuri defensive și ofensive.